# Craterul Macha
Macha este un crater de impact meteoritic în Districtul Federal Orientul Îndepărtat din Rusia. 

## Date generale
Are 300 m în diametru și este cel mai mare dintr-un câmp de 5 cratere, cu diametre cuprinse între 60 și 300 m, el are vârsta estimată la 8.000 ani (Holocen).